# Ζ
Ζ, ζ（ゼータ、ズィータ、ツェータ、古代ギリシア語: ζῆτα ズデータ、ギリシア語: ζήτα ズィタ、ギリシア語ラテン翻字: zeta）は、ギリシア文字の第6番目の文字。数価は7。古代ギリシア語では/dz/または/zd/、現代ギリシア語では /z/ をあらわす。
ラテン文字のZ、キリル文字のЗはこの文字を起源とする。ラテン文字のZは本来ギリシア語からの借用語を表記するために導入されたものであり、近代諸言語でもギリシア語名に由来する名称で呼ぶ言語が多い（イタリア語ヅェータ、スペイン語セタ、ドイツ語ツェットなど）。

## 起源
フェニキア文字 𐤆 （ザイン）に由来する。文字名称はセム語の伝統と異なるが、おそらくβ（ベータ）やη（エータ）からの類推による。

## 記号としての用法
- 小文字の「ζ」は、
  - 数学でζ関数を表す関数子。
  - 数学で x, y, z に応じξ, η, ζが使われるためζは z と同じように扱われる。3つ目の未知数や複素数などを表す。
  - 界面動電電位はζで表記することから、ゼータ電位とも呼ばれる。
  - 制御工学では、減衰係数をζで表すことが多い[4]。

## 符号位置
| 大文字 | Unicode | JIS X 0213 | 文字参照              | 小文字 | Unicode | JIS X 0213 | 文字参照              | 備考 |
| ------ | ------- | ---------- | --------------------- | ------ | ------- | ---------- | --------------------- | ---- |
| Ζ      | U+0396  | 1-6-6      | &Zeta; &#x396; &#918; | ζ      | U+03B6  | 1-6-38     | &zeta; &#x3B6; &#950; |      |